# 155 mm морско оръдие Тип 3
155 mm оръдие Тип 3 e корабно японско оръдие с калибър 155 mm от времето на Втора световна война.

## История на създаването
Разработката на 155 mm оръдие за леки крайцери започват в Япония през 1930 г. под ръководството на инженера Тийокичи Хата, веднага след подписването на Лондонския договор. Изпитанията на оръдието започват през 1932 г., то е на въоръжение от 7 май 1934 г. Изначално техническото задание предвижда възможност за водене на огън и по въздушни цели, за това и по задание максималният ъгъл на възвишение е 75°, начална скорост на снаряда от 980 m/s, досегаемост по височина 18 000 m. Още в процеса на проектирането става ясно, че реализирането на такава задача ще иска много сложни и тънки механизми за насочване, и в окончателния му вариант ъгъла на възвишение е ограничен до 55°
Оръдията са поместени в 3-оръдейни кули Модел E1, проектирани през 1932 г. на база двуоръдейните 203 mm установки Модел E, използвани на крайцерите от типа „Такао“, и изначално е предвиждано да могат да бъдат заменяни поради еднаквия диаметър на погона.
Обозначението на оръдията: Тип 3/Type 3 дава информация за годината на разработване на затворната група – 1914 г. след Христа или трета година от епохата Тайшо.

## Установки на кораби
Крайцерите от типа „Могами“ – 5 кули (15 оръдия), до замяната на главния калибър преди войната
Линейни кораби тип „Ямато“ – 4 (впоследствие 2) кули (12 оръдия)
Лекият крайцер „Ойодо“ – 2 кули (6 оръдия)
Всичко са произведени 20 установки за крайцерите от типа „Могами“, след превъоръжаването на които в периода 1940 – 1941 г. трябва да се използват за 2 крайцера тип „Ойодо“ и 4 линкора от типа „Ямато“. Поради отказа за строеж на „Нийодо“ и дострояването в различен вид на „Шинано“ и № 111, а също и свалянето на две от четирите кули от „Ямато“ и „Мусаши“ част от тях вместо на кораби са поставени на брега в района на Етаджима.

## Боеприпаси
Всички 155 mm оръдия Тип 3 се комплектоват с изстрели разделно зареждане. Основният заряд има маса 19,5 kg (36DC2), също има и олекотен, с маса от 12,3 kg (50DC2).
| Снаряд      | Обозначение | Дължина | Маса на снаряда | Маса на заряда | Начална скорост |
| ----------- | ----------- | ------- | --------------- | -------------- | --------------- |
| Бронебоен   | Тип 91      | 67,8 cm | 55,87 kg        | 1,15 kg        | 920 m/s         |
| Осветителен | Тип B       | 65,0 cm | 55.87 kg        | 2,27 kg        | 750 m/s         |
| Осветителен | Тип B1      | 65,0 cm | 55.87 kg        | 2,58 kg        | 750 m/s         |
| Фугасен     | Тип 0       | 65,0 cm | 55.87 kg        | 3,1 kg         | 900 m/s         |

Бронебойните и фугасните снаряди имат бойна част от тринитроанизол, осветителните – със заряд от смес: 53% магнезий, 42,5% бариев нитрат, 3,5% восък и 1,0% натриев оксалат.

## Аналози
САЩ 152 mm /47,6 Mk.16
 СССР 152 mm /58,6 Б-38
 Великобритания 152 mm /50 BL Mk.XXIII
 Германия 150 mm/60 SKC/25
 Франция 152 mm/55 Model 1930